# Cheiridium aokii
Cheiridium aokii är en spindeldjursart som beskrevs av Sato 1984. Cheiridium aokii ingår i släktet Cheiridium och familjen dvärgklokrypare. Inga underarter finns listade i Catalogue of Life.